# URW
URW (Unternehmensberatung Rubow Weber) là một công ty chuyên sáng tạo các phông chữ và là tác giả của nhiều phông chữ tự do có trên nhiều hệ điều hành tự do khác nhau.
Công ty URW đã phá sản những năm 1990; nhiều tài sản của nó đã được mua lại bởi công ty mới URW++, bao gồm nhiều thành viên cũ.
VnTex có cung cấp một bản Việt hóa của font URW++ gọi là URWVN.